# Régis de Souza
Régis Adair Quaresma de Souza, detto Régis de Souza (Sapucaia, 25 gennaio 1982), è un calciatore brasiliano, attaccante del Always Ready.

## Caratteristiche tecniche
Gioca come attaccante, operando prevalentemente come seconda punta, sebbene possa anche agire come trequartista.

## Carriera
Cresciuto nel Grêmio di Porto Alegre, già al principio della sua carriera professionistica sceglie di lasciare il Brasile per tentare la fortuna all'estero. Si accasa dunque ai paraguaiani del Cerro Corá, dove rimane per lungo tempo, di fatto militando nelle serie minori del paese sudamericano. Nel 2007 viene acquistato dall'Oriente Petrolero, compagine boliviana di massima divisione, dove trascorre una stagione; messosi in evidenza per le sue otto reti in campionato, Régis de Souza viene in seguito ceduto al La Paz, una delle squadre andine che prendono parte alla Coppa Libertadores 2008. In tale competizione de Souza debutta il 30 gennaio 2008 contro l'Atlas, formazione messicana; la sua squadra perde la partita per 2-0. La sua seconda e ultima presenza nel torneo avviene nell'incontro di ritorno, il 6 febbraio. Terminata l'esperienza con il La Paz, de Souza si trasferisce in Africa, quando i sudanesi dell'Al-Hilal Omdurman gli offrono un contratto; presto però torna in Bolivia, dapprima con il La Paz e successivamente con il San José, con cui disputa la Copa Sudamericana 2010.
Dalla stagione 2011 milita nel The Strongest.